# Gare de Mâcon-Ville
Gare de Mâcon-Ville vasútállomás Franciaországban, Mâcon településen.

## Vasútvonalak
Az állomást az alábbi vasútvonalak érintik:
- Párizs–Marseille-vasútvonal
- Mâcon-Ambérieu-vasútvonal
- Mâcon–Ambérieu-vasútvonal
- Moulins–Mâcon-vasútvonal

## Kapcsolódó állomások
A vasútállomáshoz az alábbi állomások vannak a legközelebb:
- Gare de Senozan
- Gare de Pont-de-Veyle
- Gare de Crêches-sur-Saône